# Neratovice
Neratovice (en allemand : Neratowitz) est une ville du district de Mělník, dans la région de Bohême-Centrale, en Tchéquie. Sa population s'élevait à 16 217 habitants en 2024.

## Géographie
Située dans la Bohême centrale, Neratovice se trouve sur la rive gauche de l'Elbe, à 11 km au sud de Mělník et à 22 km au nord-nord-est de Prague.
La commune est limitée par Újezdec, Chlumín, Obříství et Libiš au nord, par Tišice au nord-est et à l'est, par Kostelec nad Labem au sud-est, par Čakovičky, Kojetice, Předboj et Veliká Ves au sud, et par Úžice à l'ouest.

## Histoire
La région sur l'Elbe est habitée depuis l’âge du cuivre. La première mention écrite de la localité date de 1227. Au début du XVe siècle, le roi Venceslas IV de Bohême céda les domaines à Nicolas (Mikuláš) d'Újezd, l'ancêtre de la maison de Lobkowicz.
Neratovice s'est développée grâce à la voie ferrée ouverte en 1865 entre Kralupy nad Vltavou et Turnov. À partir de 1872, lorsque fut mise en service une ligne directe jusqu'à Prague, elle devint un important carrefour ferroviaire, qui favorisa le développement de l'industrie. En 1898, fut ainsi créée une usine destinée à la fabrication de savons, de bougies et d'huiles. En 1905, fut fondée une usine chimique. La société chimique tchèque Aussiger Verein (Spolek) fonda dans les années 1930 à Neratovice l'usine chimique Spolana. D'autres industries chimiques furent créées pendant la Seconde Guerre mondiale. En 1957, Neratovice accéda au statut de ville. Lors du débordement de l'Elbe, en 2002, l'usine chimique Spolana fut inondée et la dissémination de mercure et de dioxines qui s'ensuivit provoqua l'une des plus graves catastrophes environnementales de la République tchèque.

## Population
Recensements (*) ou estimations de la population de la commune dans ses limites actuelles :
| 1869* | 1880* | 1890* | 1900* | 1910* | 1921* |
| ----- | ----- | ----- | ----- | ----- | ----- |
| 1 517 | 1 789 | 1 974 | 2 205 | 2 698 | 2 880 |

| 1930* | 1950* | 1961* | 1970* | 1980*  | 1991*  |
| ----- | ----- | ----- | ----- | ------ | ------ |
| 4 183 | 5 267 | 7 719 | 8 982 | 15 025 | 15 685 |

| 2001*  | 2011*  | 2015   | 2016   | 2017   | 2018   |
| ------ | ------ | ------ | ------ | ------ | ------ |
| 16 318 | 16 426 | 16 227 | 16 234 | 16 267 | 16 180 |

| 2019   | 2020   | 2021   | 2022   | 2023   | 2024   |
| ------ | ------ | ------ | ------ | ------ | ------ |
| 16 163 | 16 191 | 16 138 | 15 831 | 16 220 | 16 217 |

## Administration
La commune est composée de six sections :
- Byškovice
- Horňátky
- Korycany
- Lobkovice
- Mlékojedy
- Neratovice

## Galerie

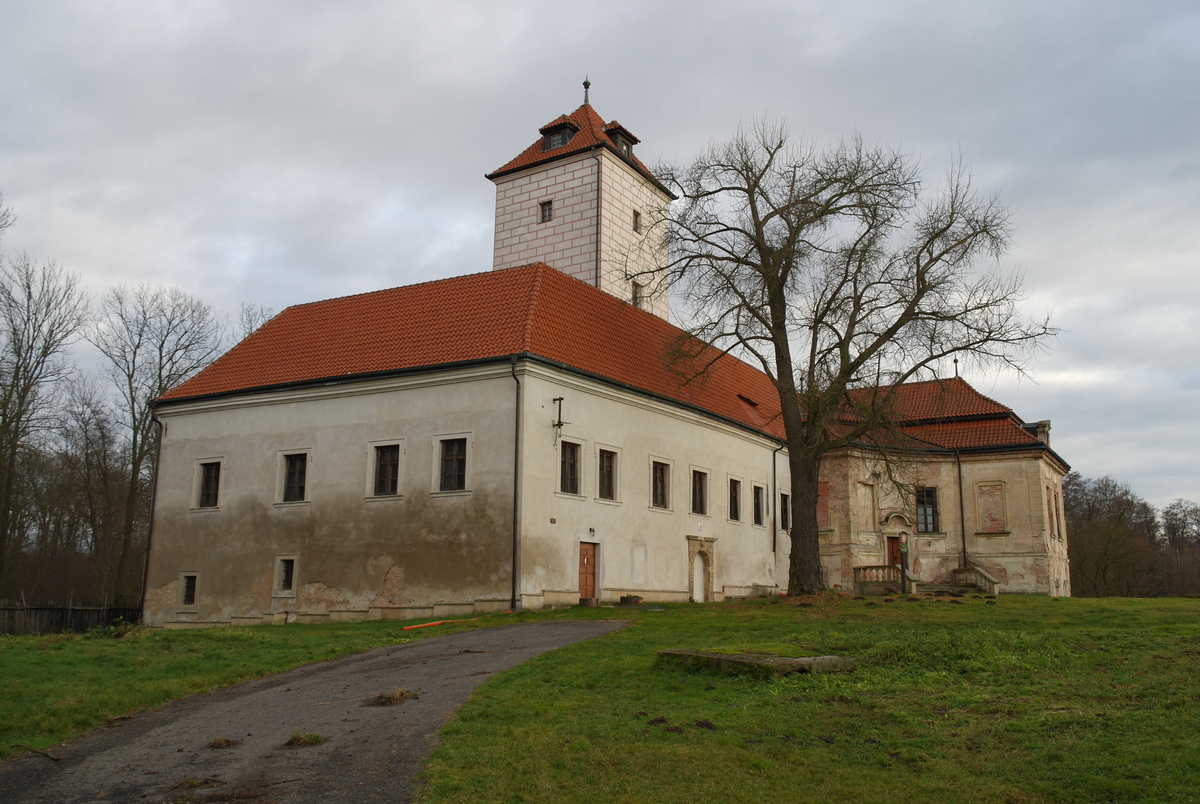
Château de Lobkovice.
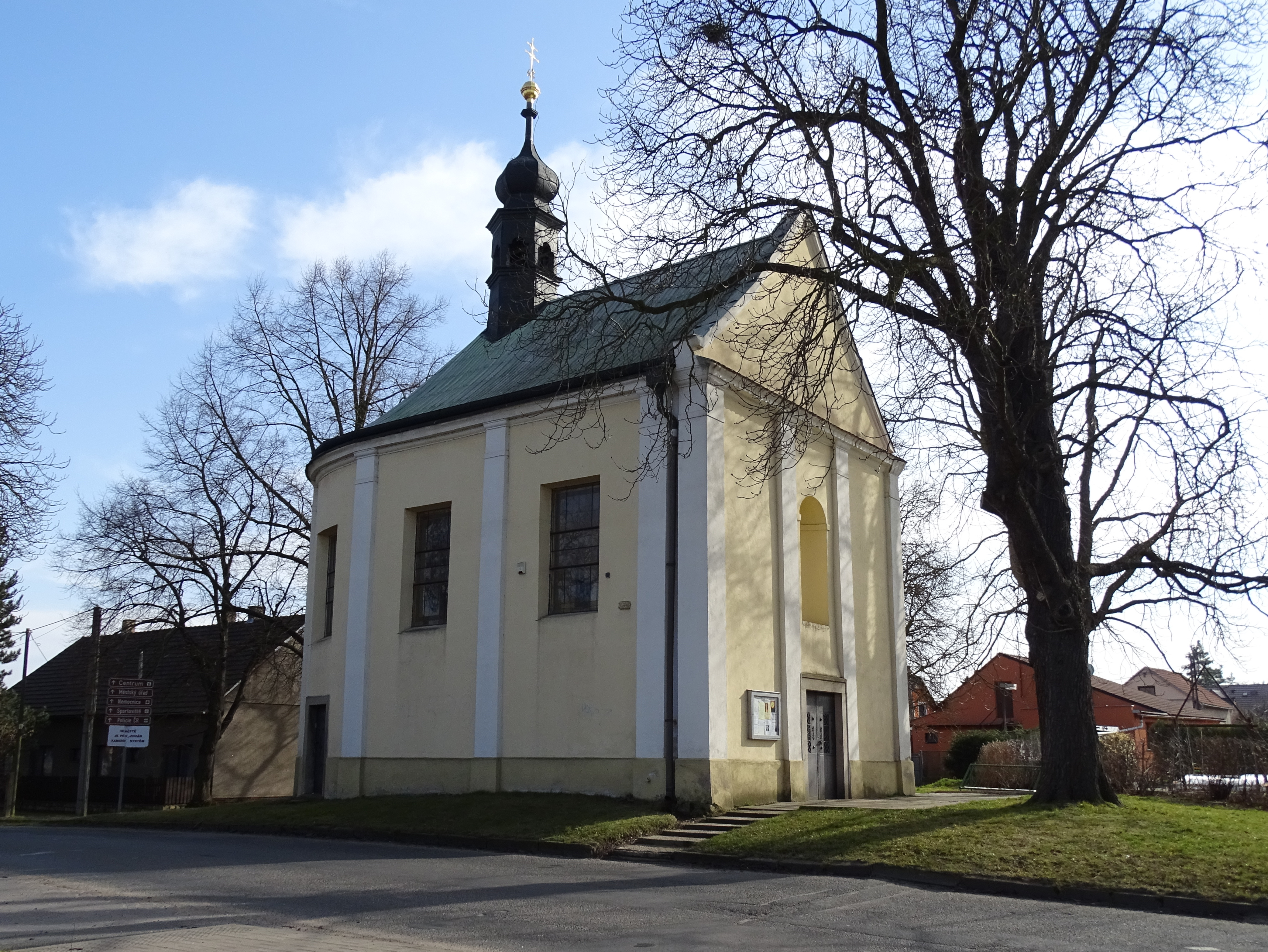
Église Saint-Adalbert de Prague.

## Transports
Par la route, Neratovice se trouve à 13 km de Mělník, à 14 km de Brandýs nad Labem-Stará Boleslav et à 27 km de Prague.

## Personnalités liées à la commune
- Tomáš Čvančara (2000-), footballeur tchèque né à Neratovice.

## Villes jumelées
- Radeberg (Allemagne)
- Garching bei München (Allemagne)